# Treinongeval bij Gubug
Het treinongeval bij Gubug op 15 april 2006 was een botsing van twee treinen bij het treinstation van het onderdistrict Gubug in het regentschap Grobogan, Midden-Java, Indonesië. Beide treinen waren onderweg van de nationale hoofdstad Jakarta naar de Oost-Javaanse hoofdstad Soerabaja.
Bij het ongeval kwamen 13 mensen om en vielen er 26 gewonden, toen een trein op een andere inreed. De machinist in de inrijdende zou het stopteken hebben genegeerd.